# Mark 101
Mark 101 Lulu foi uma bomba nuclear de profundidade desenvolvida pelos Estados Unidos em década de 1950 para o uso contra submarinos, ela utilizava uma ogiva W34 com rendimento de 11 quilotons de TNT, era operada de 1958 a 1971, e também foi utilizada por outros países da OTAN e aliados sobre a constante supervisão das Forças Armadas dos Estados Unidos.
A Mark 101 Lulu começou a ser substituída em meados da década de 1960 pela polivalente B57, pois esta poderia atuar como uma bomba de ataque terrestre bem como uma bomba de profundidade.
A bomba não tinha detetores de velocidade de queda livre ou seja se ela estivesse sendo armada e rolasse e caísse no mar, quando atingisse a profundidade programada detonaria, podendo afundar o navio e matar os soldados que a armavam.
A ogiva W34 foi reaproveitada para o projeto do Python Primário, iniciando a implosão do secundário  em armas termonucleares como o B28. Ja as variantes britânicas desse primário foi chamado de Pedro e utilizado no projeto Yellow Sun.

## Referencias
- James N. Gibson, Nuclear Weapons of the United States: An Illustrated History (Schiffer Publishing, 1996): Chapter 12, "Nuclear Anti-Submarine Weapons".
- https://web.archive.org/web/20120314120957/http://www.mcis.soton.ac.uk/Site_Files/pdf/nuclear_history/glossary.pdf